# Венцоне
Венцо̀не (на италиански: Venzone; на фриулски: Vençon, Венчон) е село и община в Северна Италия, провинция Удине, автономен регион Фриули-Венеция Джулия. Разположено е на 230 m надморска височина. Населението на общината е 2183 души (към 2010 г.).